# Tamborazo
Le tamborazo est un sous-genre de la musique régionale mexicaine ayant émergé à Villanueva, Zacatecas, au Mexique. Ses origines remontent à la fin du XIXe siècle et constituent une version populaire et compacte des fanfares militaires. Ce style de musique se caractérise par l'utilisation essentielle de tambours. La Marcha de Zacatecas (1892, composée et interprétée avec des arrangements pour orchestre/orchestre symphonique), un morceau souvent joué de manière populaire avec le tamborazo, est considérée comme le deuxième hymne national. Enrique Samaniego est considéré comme le père du tamborazo.